# 北九州男
北 九州男（きた くすお、1934年6月6日 - ）は、日本の元男性俳優、元歌手。福岡県北九州市出身。

## 来歴・人物
1954年に劇団俳優座養成所へ入所し、劇団現代劇場等で舞台のキャリアを積む。1960年代から1990年代にかけて時代劇や、現代劇問わずに悪役を中心に活躍。
はっきりした目鼻立ちと禿頭が印象的な人物であり、僧侶や武闘家などを多く演じている。
喜多 九州男（読み方は同じ）に改名して演歌歌手としても活動していた。

## 出演作品

### テレビドラマ
- 快獣ブースカ 第38話「海が呼んでる」（1967年、NTV） - 漁師
- 五人の野武士（1969年、NTV）
  - 第17話「群狼」
  - 第22話「陰謀」
- 女殺し屋 花笠お竜 第7話「合言葉は忠治好みの女」（1969年、東京12チャンネル）
- 東京バイパス指令 第58話「贋札稼業」（1969年、NTV）
- 青空に飛び出せ!（1969年、TBS）
  - 第3話「SOS赤い風船」
  - 第18話「ロミオとジュリエットは縞の服」
  - 第23話「やっぱり神様だワ?!」
- 特別機動捜査隊（NET）
  - 第438話「汚れたウエディング・ドレス」（1970年） - 中山
  - 第558話「野獣の棲む街」（1972年） - 管理人
  - 第752話「我が輩は犬である」（1976年） - 労務者B
  - 第761話「明暗友情ブルース」（1976年） - 黒川
- プレイガール（12Ch）
  - プレイガール
    - 第50話「美少年仁義」（1970年）
    - 第76話「勇み肌きょうだい仁義」（1970年）
    - 第78話「暗黒街の美少年」（1970年）
    - 第117話「ギャング、父ありき」（1971年）
    - 第220話「真夜中の腕くらべ」（1971年）
    - 第132話「欲望という名の欠陥車」（1973年）
    - 第281話「女の夜の腕くらべ」（1974年） - フランク

  - プレイガールQ 第9話「裸のままでさようなら」（1974年） - 根本
- 天皇の世紀 第9回「急流」（1971年、ABC） - 江夏仲左衛門
- なんたって18歳! 第20話「昨日の敵は今日の友」（1971年、TBS）
- ターゲットメン 第1話「殺人鬼をぶっ飛ばせ」（1971年、NET）
- 大忠臣蔵 第36話「若き義士の母二人」（1971年、NET） - 調べ役
- キイハンター 第161話「荒野の列車大襲撃作戦」（1971年、TBS）
- さすらいの狼 第15話「罠を放った矢場の女」（1972年、NET）
- 大江戸捜査網（12Ch）
  - 第36話「小指に賭けためおと傘」（1972年）
  - 第130話「さらば珊次郎!」（1974年） - 剣持の仲間
  - 第248話「怪談 涙の灯籠流し」（1978年）
  - 第269話「女掏摸 初春に翔ぶ」（1979年）
  - 第291話「連発銃が呼ぶ母の面影」（1979年）
  - 第367話「天下を狙う闇将軍」（1980年） - 半兵衛の配下
  - 第441話「魔の刻参上! 夜の勝負師」（1982年）
  - 第519話「隠密同心狩り! 涙で結ぶ絆」（1983年） - 東鶴
  - 新・大江戸捜査網 第24話「魔の甲州路暴れ旅」（1984年） - 道円
- 荒野の素浪人（NET）
  - 第1シリーズ 第52話「流浪 殺しの子守唄」（1972年）
  - 第2シリーズ（1974年）
    - 第10話「群狼の宿」
    - 第29話「第三の女」
- 太陽にほえろ!（NTV）
  - 第10話「ハマッ子刑事の心意気」（1972年） - ムーアの用心棒
  - 第354話「交番爆破」（1979年） - 武蔵野刑務所の受刑者
- 変身忍者 嵐 第24話「恐怖怪談! フランケンの首が笑う」（1972年、NET） - 山寺の和尚 / フランケン
- ロボット刑事 第1話「バドーの殺人セールスマン」（1973年、CX） - 丘崎ススム
- ダイヤモンド・アイ 第11話「ケラリン族の大挑戦」（1973年、NET） - ケラリン / 殺し屋サターン
- 仮面ライダーシリーズ
  - 仮面ライダーV3 第9話「ダブル・タイフーンの秘密」（1973年、NET） - 屋敷の主（レンズアリ）
  - 仮面ライダースーパー1 第42話「悪魔元帥の大仮装パーティ」（1981年、MBS） - No.0044
- ブラザー劇場 刑事くん 第45話「花束をどうぞ」（1973年、TBS）
- 子連れ狼（NTV)
  - 第1部 第10話「六道無辺」（1973年）- 柳生の門人
  - 第3部 第2話「お乳母日傘」（1976年) - ならい風の助
- 水戸黄門（TBS / C.A.L]）
  - 第4部 第19話「七人の暗殺者 -三戸-」（1973年5月28日） - 天草三郎太
  - 第6部 第8話「孤独の捕縄 -小倉-」（1975年5月19日） - 玄海坊
  - 第9部 第1話「北国への旅立ち -水戸-」（1978年8月7日） - 生保内甚四郎
  - 第14部 第10話「初春格さん仇討ち相撲 -青森-」（1984年1月2日） - 鱶七
  - 第15部 第1話「謎の美剣士隠密旅 -高松-」（1985年1月28日）、第11話「老公暗殺！火災地獄 -福岡-」（1985年4月8日） - 玄海の鱶七
  - 第18部 第1話～第5話、第9話、第12話、第15話～第17話（1988年 - 1989年） - 呑竜
- 水滸伝 第10話「梁山泊軍江州に躍る」（1973年、NTV） - まむしの趙三
- 右門捕物帖 第4話「罠」（1974年、NET）
- 電撃!! ストラダ5 第3話「秘密兵器イメージビジョン」（1974年、NET） - 東京No.3
- 電人ザボーガー 第2話「これが秘密殺人強盗機関Σだ」、第3話「大暴れ！水爆ゴリコング」（1974年、CX） - エレキアンデス
- ザ★ゴリラ7 第7話「微笑む女に手を出すな!」（1975年、NET）
- 隠し目付参上 第9話「御仏は美男におわすか」（1976年、TBS）
- ご存知!女ねずみ小僧 第12話「口笛が帰ってきた」（1977年、CX） - 僧正照元
- 破れ奉行 第26話「仁義なき暗黒街」（1977年、ANB） - 大岩
- 伝七捕物帳
  - 日本テレビ版 第142話「人情妻恋花火」（1977年、NTV） - 浪人
  - テレビ朝日版 第13話「命の償い」（1979年、ANB） - 雲海
- 西遊記 第26話「あれが天竺 大雷音寺だ!」（1978年、NTV）
- 吉宗評判記 暴れん坊将軍（ANB）
  - 第41話「切腹！酒呑み代官」（1978年） - 伴伝十郎
  - 第86話「天下御免の大泥棒」（1979年） - 鳴海屋
  - 第116話「死んで花実の咲いたやつ」（1980年） - 財田多仲
  - 第153話「男が火花を散らすとき」（1981年） - 郷田新八
  - 第178話「土俵に賭けた舞扇」（1981年） - 勝又
- 暴れん坊将軍II
  - 第58話「泣いて馬謖の怨み節」（1984年） - 柴山伊之助
  - 第67話「男ひでりの花板修行!」（1984年） - 花岡宗達
  - 第92話「誰がワルやら閻魔やら!」（1985年） - 玄鉄
- 大都会 PARTIII 第30話「けもの道」（1979年、NTV） - オオクラ
- 桃太郎侍（NTV）※高橋英樹版
  - 第119話「女宿無し恋の雨」（1979年） - 一文字宗風
  - 第151話「白い肌に御用心」（1979年） - 真海
  - 第258話「さらば桃太郎」（1981年） - 寺僧 / 風魔一族の忍
- 雲霧仁左衛門 第1話「初夜に賭ける凄い奴ら」（1979年、KTV） - 竹村玄洞
- 新・座頭市第3シリーズ 第9話「雨の船宿」（1979年、フジテレビ） - 僧侶
- 遠山の金さん 第4話「泣いて笑って艶姿」（1979年、ANB） - 手下
- 江戸の激斗 第1話「壮絶! 遊撃隊」（1979年、CX）
- 江戸の牙 第7話「陰謀! 地獄の盛り場」（1979年、ANB）
- 江戸を斬る（TBS / C.A.L）
  - 江戸を斬るIV 第6話「さらわれた花嫁」（1979年） - 出刀打ちの常
  - 江戸を斬るV 第2話「娘軽業決死の仇討」（1980年） - 団十
- ザ・スーパーガール  第35話「浮気調査 女の密室午前0時」（1979年）
- 大捜査線 第22話「女の詩、男を殺せ」（1980年、CX） - 北原のボディーガード
- 猿飛佐助 第8話「母君救出作戦 八丁跳び」（1980年、NTV） - 溝呂木土竜
- 同心部屋御用帳 新・江戸の旋風 第11話「八丁堀慕情」（1980年、CX） - 一文字弥助
- 長七郎天下ご免!（ANB） 
  - 第29話「紫頭巾の女」（1980） - 青山民部
  - 第47話「金襴緞子の影で泣け!」（1980） - 西岡
  - 第71話「天狗が泣いた武士の道」（1981） - 白尾良道斎
- 大空港（CX）
  - 第62話「刑事は殺シで勝負する!? 名刑事と珍刑事の敵地侵入!」（1979年）
  - 第73話「盗まれた恋路 君よ非情の歌を聞け!」（1980年） - 小谷
- 鬼平犯科帳（ANB / 中村プロ）
  - 第1シリーズ 第4話「一本眉」（1980年） - 座頭・茂の市
  - 第2シリーズ（1981年） 
    - 第14話「埋蔵金千両」 - 中村宗仙
    - 第19話「高杉道場・三羽烏」 - 徳善寺和尚・念御

  - 第3シリーズ 第13話「男の毒」（1982年） - 与平
- 新五捕物帳 第189話「無法の八百八町」（1980年、NTV）
- Gメン'75 (TBS)
  - 第302話「露天風呂に浮かんだ白い死体」(1981年)  - 赤間徳治
  - 第329話「香港カラテ V.S 赤い手裏剣の女 PART2」(1981年)
- それからの武蔵 第11話「剣聖・孤絶の闘い」（1981年、TX） - 常観阿闍梨
- 旅がらす事件帖 第20話「激突! 恐怖の阿修羅太鼓」（1981年、KTV）- 瀬川
- 銭形平次 第778話「引き裂かれた絵図」（1981年、CX / 東映） - 坊主
- 将軍 SHŌGUN（1981年、ABC） - 配下 益次郎
- 幻之介世直し帖 第13話「金も女もおそろしい」（1981年、NTV）
- 大岡越前 第6部 第15話「大岡越前を殺せ」（1982年、TBS / C.A.L） - 吉兵衛の子分
- 服部半蔵 影の軍団 第18話「生きていた怨霊」（1982年、KTV）
- 源九郎旅日記 葵の暴れん坊 第14話「なにわ娘の恋十手」（1982年、ANB） - 源次
- 新・松平右近 第19話「怪談すすり泣く古井戸」（1983年、NTV） - 小川宗秀
- 遠山の金さん（ANB）※高橋英樹版
  - 第1シリーズ 第90話「哀愁の羽蝶蘭・消音銃の女!」（1984年）
  - 第1シリーズ 第156話「魔女にされたおむすび屋お春!」（1985年）
- 江戸を斬るVII 第25話「願い叶えた千両富」（1987年、TBS） - はやぶさの彦
- ハングマンGOGO 第7話「罠におちて 原宿宝石店襲撃!」（1987年、ABC） - 強盗団の団員
- 長七郎江戸日記（NTV）
  - 第67話「くの一化粧」（1985年） - 空念坊
  - 第76話「おさとの災難」（1985年） - 岸本宗元
  - 第106話「泣くな山鳩」（1986年） - 上月伝内
- 必殺シリーズ（ABC / 松竹）
  - 必殺仕事人
    - 第49話「偽技 浮かれ囃子攻め」（1980年） - 運海
    - 第81話「捜し技 高利蟻地獄斬り」（1981年） - 座頭の雲市

  - 新・必殺仕事人 第44話「主水予算オーバーする」（1982年） - 権兵衛
  - 必殺仕事人III 第34話「大名になったのは同級生」（1983年） - 宗渓
  - 必殺仕事人V 第4話「主水 家をしめ出される」（1985年） - 玄円
  - 必殺橋掛人 第12話「四谷の忍者寺を探ります」（1985年） - 仁王大僧正
  - 必殺仕事人・激突! 第12話「霊感少年を操る極悪人」（1992年） - 天照
- 江戸中町奉行所 第1話「裁きは無用!」（1990年、TX） - 明堂寺住職・行庵上人
- 腕におぼえあり 第2シリーズ 第10話「隠れ蓑」（1992年、NHK） - 住職
- 天下の副将軍水戸光圀 徳川御三家の激闘（1992年、TX） - 亮賢
- はやぶさ新八御用帳（1993年、NHK）
  - 第1話「平岩弓枝の新作時代劇・大奥の恋人」 - 鶴丸屋
  - 第2話「敵か味方か」 - 鶴丸屋
- NHK大河ドラマ
  - 峠の群像（1982年） - 亀崎玄良
  - 春日局（1989年） - 西の坊
  - 太平記（1991年） - 二階堂道蘊
  - 花の乱（1994年） - 赤松満祐
  - 八代将軍吉宗（1995年） - 千宗左 ※喜多九州男名義
- ヒロシマ 原爆投下までの4か月（1996年、NHK）

### 映画
- 若獅子大名（1957年、東映京都） - 水野重上
- 荒い海（1969年、日活）
- やくざ番外地 抹殺（1969年、日活）
- 頑張れ!日本男児（1970年、東宝） - 圭子の店の客
- 戦争と人間 第一部（1970年、日活） - 関東軍将校
- 無頼漢（1970年、東宝） - 笛市
- 激動の昭和史 沖縄決戦（1971年、東宝） - 作戦課員B[1]
- 無宿人御子神の丈吉 黄昏に閃光が飛んだ（1973年、東宝） - 非人
- 人間革命（1973年、東宝） - 鏡忍坊
- 子連れ殺人拳（1976年、東映） - 鬼一郎の手下
- 武闘拳 猛虎激殺!（1976年、東映） - 吉川嶮山

### 舞台
- 俊寛（1990年、パルコ劇場公演） - 妹尾兼康

### レコード
- 粋な年輪/歌舞伎町ブルース（1980年代）※北九州男名義